# Palacio Rioja
El Palacio Rioja es un edificio ubicado en Viña del Mar, Región de Valparaíso, Chile, en el sector de la Población Vergara, en calle Quillota entre 3 y 4 Norte. El palacio, en conjunto con su parque circundante, fue declarado Monumento Nacional de Chile, en la categoría de Monumento Histórico, mediante el Decreto Supremo n.º 262, del 14 de mayo de 1985. Desde 1979 funciona en el lugar el Museo de Arte Decorativo de Viña del Mar.

## Historia
El solar donde se emplaza el edificio perteneció a los terrenos de la Quinta San Francisco, de propiedad de José Francisco Vergara y su esposa Mercedes Alvares, en el lugar donde estaba la casa patronal, destruida luego del terremoto de 1906.
En el año 1907 la propiedad fue adquirida por el empresario de origen español Fernando Rioja Medel, quien decidió trasladar su domicilio desde la ciudad de Valparaíso a Viña del Mar. En 1909 le encargó al arquitecto Alfredo Azancot la construcción del palacio en medio de un gran parque, en donde introdujo varias especies botánicas provenientes de diversos lugares del mundo.
El año 1956 fue adquirida por la Municipalidad de Viña del Mar, que lo destinó para diversos actos culturales y ceremonias. Desde 1971 el edificio funcionó como sede de la alcaldía, hasta que en 1978 se trasladó al edificio en calle Arlegui. Finalmente, en agosto de 1979 el Palacio Rioja fue destinado como Museo de Arte Decorativo.
Tras el terremoto de 2010 el palacio resultó con daños estructurales y se mantuvo cerrado. En 2014 comenzó su restauración, así como la recuperación de obras de arte y mobiliario y adquisición de nuevo equipamiento. El palacio fue reinaugurado por la alcaldesa Virginia Reginato el 13 de mayo de 2016.

## Colección
El Museo de Artes Decorativas Palacio Rioja exhibe y resguarda una colección de casi 384 piezas entre mobiliario, textiles y decoraciones propias de la aristocracia chilena de comienzos del siglo XX. Destacan piezas estilo imperio, réplicas exactas de mobiliario napoleónico, sus finos textiles murales y elementos de ornamento.